# مهترلو (ورزقان)
مهترلو یکی از روستاهای استان آذربایجان شرقی است که در دهستان ازومدل جنوبی بخش مرکزی شهرستان ورزقان واقع شده‌است.این روستا بالغ بر 1200 نفر جمعیت می‌باشد که فاصله 5 دقیقه ای از شهرستان ورزقان دارد.